# Ryszard Łukasiewicz
Ryszard Łukasiewicz (ur. 2 stycznia 1944 w Mariewie, zm. 22 stycznia 2022 w Warszawie) – polski polityk, poseł na Sejm PRL IX kadencji.

## Życiorys
Syn Józefa i Marianny. W 1963 wstąpił do Polskiej Zjednoczonej Partii Robotniczej. Od 1967 pracował w Zarządzie Stołecznym Związku Młodzieży Socjalistycznej, później w Zarządzie Głównym ZMS. W 1968 uzyskał tytuł zawodowy magistra filologii polskiej na Uniwersytecie Warszawskim. W latach 1972–1980 był kolejno redaktorem naczelnym „Walki Młodych” i „Sztandaru Młodych”. W okresie 1980–1982 był pracownikiem Komitetu Centralnego PZPR – zastępcą kierownika Wydziału Organizacyjnego. Od 1982 redaktor naczelny „Expressu Wieczornego”. W lipcu 1984 był członkiem Społecznego Komitetu Obchodów 40-lecia Polski Ludowej w Warszawie. W latach 1985–1989 pełnił mandat posła na Sejm PRL IX kadencji w okręgu Warszawa-Ochota, zasiadając w Komisji Kultury, Komisji Spraw Zagranicznych, Komisji Nadzwyczajnej do rozpatrzenia poselskiego projektu ustawy o konsultacjach społecznych i referendum oraz w Komisji Nadzwyczajnej do kontroli wdrażania programu realizacyjnego drugiego etapu reformy gospodarczej. Uczestniczył w obradach Okrągłego Stołu po stronie partyjno-rządowej w podzespole do spraw środków masowego przekazu. W okresie III Rzeczypospolitej współpracował z „Przeglądem”, „Trybuną” i „Przeglądem Socjalistycznym”. Był wykładowcą na wydziale dziennikarskim UW. Działał w Stowarzyszeniu im. Ignacego Daszyńskiego i w Stowarzyszeniu „Pokolenia”. Był też związany z Polską Partią Socjalistyczną.
Został pochowany na cmentarzu w Marysinie Wawerskim.

## Odznaczenia
- Krzyż Kawalerski Orderu Odrodzenia Polski
- Złoty Krzyż Zasługi
- Brązowy Krzyż Zasługi
- Złote Odznaczenie im. Janka Krasickiego
- Medal 40-lecia Polski Ludowej
- Brązowy Medal „Za zasługi dla obronności kraju”
- Odznaka „Zasłużony Działacz Kultury”
- Złota Odznaka Honorowa Towarzystwa Przyjaźni Polsko-Radzieckiej
- Złota Odznaka „Za Zasługi dla Warszawy”
- Nagroda Główna Rady Głównej Federacji Socjalistycznych Związków Młodzieży Polskiej (1976)[5]